# Ambassade van Suriname in Marokko
De ambassade van Suriname in Marokko staat in de hoofdstad Rabat en werd op 25 mei 2022 geopend.
Voorafgaand bracht minister Albert Ramdin in maart 2021 een bezoek aan Marokko. In een persconferentie met zijn ambtsgenoot Nasser Bourita kondigde hij de vestiging van een ambassade en consulaat aan in Marokko. Ook werden er samenwerkingsafspraken gemaakt voor de periode van drie jaar tot 2024, onder de titel Roadmap of Cooperation.
De ambassade in Rabat werd op 25 mei geopend en is gevestigd in Rabat, met daarnaast nog een consulaat in Río de Oro, een schiereiland dat gelegen is in de betwiste Sahararegio.
Op 17 oktober 2022 beëdigde president Chan Santokhi Reita Joemratie als de nieuwe ambassadeur van Suriname in Marokko.

## Ambassadeurs
- 2022 - circa 2023: Reita Joemratie
- 2024 - heden: Sherif Abdoelrahman